# Aminata Touré (política senegalesa)
Aminata Touré (nascida em 12 de outubro de 1962) é uma política senegalesa que serviu como primeira-ministra do Senegal de 1 de setembro de 2013 a 4 de julho de 2014. Ela foi a segunda primeira-ministra do Senegal depois de Mame Madior Boye, tendo previamente atuado como ministra da Justiça de 2012 a 2013.
Sua nomeação como primeira-ministra foi anunciada enquanto ela investigava casos de corrupção envolvendo antigas figuras do governo. Ela prometeu continuar o curso de "desenvolvimento e melhoria das condições de vida de nossos cidadãos". Foi apelidada de "Dama de Ferro" na imprensa devido à sua campanha e plataforma anticorrupção. Também trabalhou pelos direitos das mulheres em seus cargos anteriores.

## Início da vida e carreira
Filha de um médico e uma parteira, Aminata passou seus dias de escola em Tambacounda, onde seu pai trabalhava, e cursou o sexto ano na Gaston-Berger High School em Kaolack. Na juventude, Aminata jogou futebol pelo Dakar Gazelles. Ela também estudou na França, onde obteve um mestrado em economia em Dijon e uma pós-graduação em administração de empresas em Aix-en-Provence. Na Universidade,  ela trabalhou com a Liga dos Trabalhadores Comunistas como membro e depois se juntou ao Movimento para o Socialismo e Unidade (MSU). Trabalhou em programas de planejamento familiar e saúde reprodutiva no Senegal, Burquina Fasso e Costa do Marfim. Trabalhou para o Fundo de População das Nações Unidas, onde foi coordenadora do programa de Gênero e HIV na África Ocidental. Ela tem um Ph.D. graduação em Gestão Financeira Internacional pela International School of Management de Paris. A sua dissertação de doutoramento centrou-se no microfinanciamento das mulheres na África Subsariana .

## Política

### Ministra da Justiça
Ela trabalhou para combater a corrupção. Como Ministra da Justiça, ela também trabalhou para reformar o sistema judicial, reduzindo o tempo que os cidadãos tinham de esperar pelo julgamento e simplificando o sistema judicial. Iniciou auditorias de ex-funcionários do governo que estavam no cargo do ex-presidente Abdoulaye Wade, incluindo o filho do ex-presidente, Karim Wade.

### Primeira-ministra
Sendo nomeada como primeira-ministra, nomeou Sidiki Kaba para substituí-la como ministra da Justiça. Posteriormente, ele foi criticado por seu trabalho na descriminalização da homossexualidade. Seu gabinete também foi criticado por feministas por ter apenas quatro mulheres em um gabinete de 32 ministros.
Em 4 de julho de 2014, ela foi demitida do cargo de primeira-ministra após não ter conquistado uma cadeira de Dakar nas eleições locais de 2014. O presidente Macky Sall assinou um decreto que dizia: "As funções da Sra. Aminata Toure foram encerradas."

### Enviada especial do presidente
Três meses depois de deixar o gabinete do primeiro-ministro, Aminata Toure foi nomeada pelo presidente Macky Sall como enviada especial.

### Eleição parlamentar de 2022 e consequências
Para as eleições parlamentares de 2022, Aminata Toure liderou a campanha eleitoral da coalizão Benno Bokk Yaakaar (Unidos na Esperança), que acabou mantendo a maioria parlamentar apenas graças ao apoio do membro eleito de Bokk Gis Gis, Pape Diop. No entanto, em 25 de setembro, Aminata Touré anunciou que não se sentaria mais com a coalizão na Assembleia, acusando o presidente Sall de promover Amadou Mame Diop como presidente da Assembleia Nacional devido a "laços familiares", o que significa que o governo perdeu a maioria na câmara.